# Pasi Hiekkanen
Pasi Hiekkanen är en finländsk bandymålvakt, född 1977.
Säsong 2006/2007 spelade han den sista säsongen med Broberg. Därefter spelade han i Kalix och nu HT-Bandy.
Han har också spelat fotboll i Tornion Pallo -47 och Oulun Palloseura.

## Klubbar
- Sandvikens AIK
- Tornio PV
- Brobergs IF
- Kalix

## Karriär
- Svensk mästare 2014